# Guillaume Rémy
Guillaume Rémy   (Ougrée, 26 d'agost de 1856 - Nantes, 16 de juny de 1932) va ser un violinista i professor belga.

## Biografia
Guillaume Antoine Rémy va ser un violinista i professor belga. Va ser company d'estudis d'Eugène Ysaÿe al Conservatori de Lieja on va estudiar violí amb Désiré Heynberg (1831-1897); després va estudiar amb Hubert Leonard i Lambert Massart al Conservatori de París. Va completar els estudis amb un premi Prix el 1873 ex aequo amb Ysaÿe. Va estar actiu a França al pas del segle xix al segle xx. Va començar la seva carrera com a espatlla de l'orquestra d'Édouard Colonne. Juntament amb el seu company belga Martin Pierre Marsick, va ser professor del Conservatori de París. Hi va ensenyar des del 1896 (succeint a Jules Auguste Garcin) fins al 1930.
Entre els seus alumnes destaquen les figures de Sven Kjellström, Samuel Dushkin, Joseph Calvet, Sophie Carmen Eckhardt-Gramatté, Daniel Guilet, Luis Antón, Marcel Reynal i Henri Merckel. Va realitzar activitats de música de cambra en diverses formacions i com a solista va col·laborar amb diversos compositors.
En entrar en contacte amb el cercle de compositors franco-belgues residents a París al començament del segle xx, Rémy va participar en nombroses estrenes, incloses composicions de César Franck, Ernest Chausson, Gabriel FauréPlantilla:Nectoux Camille Saint-Saëns.Plantilla:Teller Ratner En alguns casos va substuir el company Eugène Ysaÿe a l'últim moment. Va ser el dedicatori o primer intèrpret d'obres de violí de Charles Lefebvre, Blair Fairchild, Pablo de Sarasate, Narcisse-Augustin Lefort, Georges Hüe, René de Boisdeffre, Laura Netzel.
Va morir el 1932.

## Estrenes
- 1880. César Franck, Quintet en fa menor per a piano i corda (publ. 1879); primera actuació a París el 17 de gener de 1880, amb Armand Marsick (1er violí), Guillaume Rémy (2n violí), Louis Van Waefelghem (viola), Richard Loys (violoncel), Camille Saint-Saëns (piano).
- 1882. Ernest Chausson, Trio en Sol menor per a piano, violí i violoncel op. 3 (1881); primera actuació el 8 d'abril de 1882 a la «Société Nationale de Musique» de París, amb André Messager (piano), Guillaume Rémy (violí), Jules Delsart (violoncel).
- 1887. Gabriel Fauré, Quartet n. 2 per a piano, violí, viola i violoncel en sol menor op. 45 (1885-86); primera actuació el 22 de gener de 1887 a París (Société Nationale de Musique), Gabriel Fauré (piano), Guillaume Rémy (violí), Louis Van Waefelghem (viola), Jules Delsart (violoncel).
- 1898. Camille Saint-Saëns, Barcarolle per a violí, violoncel, harmònium i piano, op. 108 (1898); primera actuació a (La Trompette) París el 18 de maig de 1898, amb Guillaume Rémy (violí), Jiles Delsart (violoncel), Camille Saint-Saëns (harmonium), Louis Diémer (piano).